# Bordogna
Bordogna è una frazione del comune italiano di Roncobello.

## Storia

### Le origini
Bordogna è un piccolo centro abitato di antica origine.

### L'età moderna
In età napoleonica (1810) il comune di Bordogna fu soppresso e aggregato al limitrofo comune di Ronco, recuperando l'autonomia nel 1816, in seguito all'istituzione del Regno Lombardo-Veneto.
All'Unità d'Italia (1861) Bordogna contava 183 abitanti.
Il comune di Bordogna venne soppresso nel 1927 e aggregato al comune di Roncobello.

## Monumenti e luoghi d'interesse

### Architetture religiose

#### Chiesa di Santa Maria Assunta
La chiesa di Santa Maria Assunta nella frazione di Bordogna custodisce buone opere pittoriche, tra cui spicca un quadro di Carlo Ceresa; essa è dotata di un campanile medioevale.

### Architetture militari

#### Rovine del castello di Bordogna
Nella frazione Bordogna sono presenti le rovine di un castello e tre torri risalenti al periodo medievale.